# Merton Miller
Merton Howard Miller (Boston, 16 de mayo de 1923-Chicago, 3 de junio de 2000) fue un economista estadounidense conocido por su contribución a la teoría de las finanzas.
Fue laureado con el Premio del Banco de Suecia en Ciencias Económicas en memoria de Alfred Nobel en 1990 con Harry Markowitz y William Sharpe, por su trabajo pionero en la teoría de la economía financiera. Fue profesor de la Escuela de Negocios Booth de 1961 hasta su retiro en 1993.

## Biografía
Nació en Boston, hijo único de una familia de emigrantes judíos, sus primeros años en Boston coincidieron durante la Gran Depresión, pero a pesar de las dificultades, sus padres se aseguraron de que obtuviera la mejor educación, inscribiéndolo en la prestigiosa Boston Latin School y la Universidad de Harvard. Durante la II Guerra Mundial fue asignado a la División de Investigación Fiscal de Departamento del Tesoro de los Estados Unidos como su servicio de guerra.
Algún tiempo después, se unió a la División de Investigación y Estadísticas de la Junta de Gobernadores del Sistema de la Reserva Federal en Washington. En 1943, poco después de graduarse de la Universidad de Harvard, Merton Miller se casó con Eleanor Natalie Cohen, también de Boston. Tenían tres hijas; Pamela, nacida en 1952; Margot en 1955 y Louise en 1958. 
Para decepción de sus padres, que querían que se uniera a la Universidad de Harvard, eligió la Universidad Johns Hopkins en Baltimore, puesto que le permitiría tener a Fritz Machlup, un economista austriaco-estadounidense, acreditado por popularizar el concepto de sociedad de la información, como su guía doctoral. Trabajando con Machlup, recibió su doctorado en 1952 y fue nombrado profesor asistente visitante en la London School of Economics para el curso 1952-53.
Su esposa murió en 1969 y más tarde se casó con Katherine Miller. El 3 de junio de 2000, Miller murió en su hogar en Chicago de linfoma a la edad de 77.

## Trayectoria
En 1953, se unió a la Graduate School of Industrial Administration en Pittsburg, Pensilvania. Ubicada en el campus del Carnegie Institute of Technology (ahora Carnegie-Mellon University), fue una de las escuelas de negocios orientadas a la investigación más influyentes de los EE. UU. Allí conoció a Franco Modigliani y comenzó a colaborar con él en el área de finanzas corporativas.
En 1958, en colaboración con Franco Modigliani publicó el artículo “The Cost of Capital, Corporate Finance and the Theory of Investment” (El coste del capital, las finanzas corporativas y la teoría de la inversión) en American Economic Review. Más tarde se conoció como el teorema Modigliani-Miller.
Este artículo se oponía al punto de vista tradicional defendido que existía una ratio entre deuda y capital propio óptima que maximizaba el valor de la compañía y minimizaba el coste del capital. Según el teorema no existe dicha ratio óptima y los gestores únicamente deben tratar de maximizar la riqueza neta de la empresa sin preocuparse del valor de dicha ratio.
El método por el que llegaron a dicha conclusión fue el argumento de que no había posibilidad de arbitraje, es decir, que no existía la posibilidad de crear una máquina de hacer dinero sin correr riesgo permanentemente. Durante los años siguientes siguieron buscando argumentos que reforzaran sus tesis.
Miller se mudó a la Escuela de Negocios Booth, como miembro de la facultad, mientras que Modigliani se unió al MIT en 1962. A pesar de eso, continuaron colaborando en varios otros asuntos hasta mediados de la década de 1960. Mientras tanto, en 1972, trabajando con su colega Eugene Fama, desarrolló aún más el trabajo que había comenzado con Modigliani y coescribió La teoría de las finanzas. En 1975 se convirtió en miembro de la Sociedad Econométrica y en 1976 fue presidente de la Asociación de Finanzas Norteamericana.

## Obras
Miller fue escritor y coautor de varios libros.
- The Cost of Capital, Corporation Finance, and the Theory of Investment, con Franco Modigliani, en American Economic Review, n. 48 (June), pp. 261–297, 1958.
- Corporate Income Taxes and the Cost of Capital, con Franco Modigliani, en American Economic Review, n. 53 (June), pp. 433–443, 1963.
- Mathematical models for financial management, con Daniel Orr, Chicago,  Graduate School of Business, University of Chicago, 1966.
- A model of the demand for money by firms, con Daniel Orr, Chicago, Center for Mathematical Studies en Business and Economics, University of Chicago, 1966.
- The theory of finance, con Eugene F. Fama, New York, Holt, Rinehart and Winston, 1972.
- Macroeconomics : a neoclassical introduction, con Charles W. Upton, Homewood, Ill., R.D. Irwin, 1974.
- Behavioral rationality in finance : the case of dividends, Chicago, Graduate School of Business, University of Chicago, 1985.
- Financial innovation : the last twenty years and the next, Chicago, Graduate School of Business, University of Chicago, 1986.
- Financial innovations and market volatility, Cambridge, Massachusetts, 1991.
- Merton Miller on derivatives, New York, John Wiley & Sons, 1997.